# Movimento Khalistan

La bandiera proposta per il Khalistan che è spesso usata come simbolo del movimento.

Il Movimento Khalistan è un movimento secessionista che anela alla creazione di una terra natìa per i sikh, uno Stato sovrano denominato Khalistan (in pangiabi ਖ਼ਾਲਿਸਤਾਨ, "Terra dei Khālsā"), nella regione del Punjab. Il movimento è supportato da frage terroriste come International Sikh Youth Federation (ISYF) e Babbar Khalsa International (BKI).
I confini proposti per il Khalistan variano a seconda dei differenti gruppi coinvolti: alcuni suggeriscono l'intero Punjab indiano, mentre altri reclamano anche il Punjab pakistano e altre parti dell'India settentrionale come Chandigarh, Haryana, e Himachal Pradesh. Shimla e Lahore è stata proposta come capitale del Khalistan.
In India e nella diaspora Sikh c'è un discreto supporto al movimento, con proteste e dimostrazioni annuali a seguito delle uccisioni avvenute con l'operazione Blue Star.
All'inizio del 2018 alcuni gruppi militanti furono arrestati dalla polizia in Punjab in India. L'ex capo dei ministri del Punjab Amarinder Singh ha dichiarato che il recente estremismo è supportato dai servizi di intelligence pakistano Inter-Services Intelligence (ISI) e dai simpatizzanti del "Khalistan" in Canada, Italia, e Regno Unito. Simranjit Singh Mann, eletto nel 2022 da Sangrur, è attualmente l'unico membro del parlamento indiano con posizioni favorevoli al Khalistan, ed il suo partito Shiromani Akali Dal (Amritsar), è attualmente l'unico partito pro-Khalistan.

## Fuori dall'India
L'operazione Blue Star e le sue violente conseguenze hanno reso popolare la richiesta di un Khalistan anche tra i molti sikh sparsi per il mondo.
Il coinvolgimento di sezioni della diaspora sikh si è rivelato importante per il movimento in quanto ha fornito il sostegno diplomatico e finanziario.
Ciò ha permesso al Pakistan di essere coinvolto nell'alimentare questo movimento. I sikh nel Regno Unito, in Canada e negli Stati Uniti si sono organizzati in gruppi per viaggiare in Pakistan per dare assistenza finanziaria e militare.
Alcuni gruppi sikh all'estero si sono anche auto-dichiarati come un governo del Khalistan in esilio.
I luoghi di preghiera dei sikh, i gurdwara, hanno fornito coordinamento istituzionale e geografico per la comunità sikh.
Le fazioni politiche sikh hanno usato i gurdwara come forum di per organizzazioni politiche.
I gurdwara talvolta son serviti come siti di mobilitazione della diapsora del movimento Khalistan in maniera diretta per raccogliere fondi per la causa.
Indirettamente invece hanno promosso una versione artistica del conflitto e della storia sikh. Le sale di alcuni gurdwara mostrano immagini dei leader del Khalistan tra i dipinti dei martiri della storia sikh

### Canada
Nelle province canadesi sono presenti delle diaspore sikh.
Il governo canadese accusa di un presunto omicidio politico da parte dell'India.

### Regno Unito
Il tricolore indiano è stato strappato dall'edificio dell'Alto Commissariato indiano nel Regno Unito da un gruppo di manifestanti pro-Khalistan che sventolavano bandiere del Khalistan e chiedevano il rilascio del simpatizzante Khalistan Amritpal Singh. I manifestanti hanno anche abusato di funzionari indiani all'interno dell'Alto Commissariato.

### Italia
Ad agosto e ottobre 2022 è stata vandalizzata la statua di Gandhi a San Donato Milanese con insulti e con la firma Khalistan.